# Diario di un italiano
Diario di un italiano è un film del 1973 diretto da Sergio Capogna.
Pellicola prodotto da Giuliana Scappino per la Faser Film il cui soggetto è tratto dal racconto Vanda dello scrittore toscano Vasco Pratolini, contenuto nel libro Diario sentimentale. Il film partecipò al Festival del cinema di Venezia nel 1972 e vinse tre premi al Festival del cinema di Avellino. 
Il film segnò l'esordio nel mondo dello spettacolo di Gianni Mercatali nella qualità di aiuto regista, oltre che quello di una giovanissima Mara Venier, che proprio durante le riprese incontrò l'attore Pier Paolo Capponi con cui poi, nella vita privata , ebbe un relazione sentimentale da cui nacque il loro figlio Paolo nel 1975.
Per Donatello, che scrisse anche le musiche, fu l'unico impegno cinematografico della carriera, se si eccettua un breve apparizione alcuni anni più tardi nel film "Liquirizia" dove suona assieme a Ricky Gianco.
Nell'importante ruolo della madre di Valerio (Donatello) Alida Valli.
Il film, probabilmente girato nel 1971, uscì nelle sale tra il 1972 e il 1973. Non ebbe la distribuzione che avrebbe meritato a causa della casa di distribuzione. .
La narrazione e la storia si svolgono interamente a Firenze e dintorni. Le voci di tutti gli attori sono di doppiatori che si esprimono con inflessione fiorentina. Tutti i dialoghi del film sono in vernacolo fiorentino.

## Trama
L'amore fra il tipografo Valerio e l'ebrea Vanda nella Firenze del 1938, quando erano da poco in vigore le leggi razziali. Benché figlio di un socialista morto in carcere quando era ancora bambino Valerio viene tenuto all'oscuro della politica dalla madre, sconvolta dalla morte del marito, e vorrebbe solo vivere il suo sogno d'amore con la ragazza. Vanda, del canto suo, gli nasconde il fatto che è ebrea per non comprometterlo. Ad un certo punto Vanda scompare, il che getta Valerio nella  disperazione. Ricercando Vanda per la città si imbatte nel padre della ragazza che viene arrestato dalla polizia in quanto ebreo. Nonostante venga a sapere la verità su Vanda Valerio vorrebbe ardentemente ritrovarla e sul treno dove parte soldato le scrive una bellissima lettera d'amore ma ormai è troppo tardi per salvare Vanda. L'ultima immagine mostra Valerio seduto pensoso sul treno in mezzo ai commilitoni, mentre appare la didascalia in sovraimpressione FEBBRAIO 1940.